# 2-(ジフェニルホスフィノ)ベンズアルデヒド
2-(ジフェニルホスフィノ)ベンズアルデヒド（英語: 2-(Diphenylphosphino)benzaldehyde）は、化学式が (C6H5)2PC6H4CHO で表される有機リン化合物である。黄色の固体で、一般的な有機溶媒に溶ける。

## 合成と反応
2-(ジフェニルホスフィノ)ベンズアルデヒドは、保護された2-ブロモベンズアルデヒドから誘導されたグリニャール試薬とクロロジフェニルホスフィンを反応させた後、脱保護することで合成する。(2-ブロモフェニル)ジフェニルホスフィンから誘導することもできる。
この化合物は様々なアミンと縮合し、ホスフィン - イミンやホスフィン - アミンの配位子を与える。